# ورنسکا
ورنسکا (به ایتالیایی: Vernasca) یک کومونه در ایتالیا است که در استان پیاچنزا واقع شده‌است.

## خصوصیات
ورنسکا ۷۲٫۷ کیلومترمربع مساحت و ۲٬۴۰۷ نفر جمعیت دارد و ۴۵۷ متر بالاتر از سطح دریا واقع شده‌است.